# Nejvyšší lidová prokuratura Čínské lidové republiky
Nejvyšší lidová prokuratura Čínské lidové republiky (čínsky v českém přepisu Čung-chua žen-min kung-che-kuo cuej-kao žen-min ťien-čcha-jüan, pchin-jinem Zhōnghuá Rénmín Gònghéguó Zuìgāo Rénmín Jiǎncháyuàn, znaky zjednodušené 中华人民共和国 最高人民检察院) je nejvyšší státní úřad Čínské lidové republiky nezávislého právního dohledu. Je vrcholem soustavy lidových prokuratur, které odpovídají za stíhání a vyšetřování kriminálních případů, přezkoumávají vyšetřování případů bezpečnostními orgány, rozhodují o uvalení nebo neuvalení vazby na podezřelé a o předání případu k trestnímu stíhání, dohlížejí nad činností bezpečnostních orgánů, soudů a věznic.
V čele Nejvyšší lidové prokuratury stojí generální prokurátor volený Všečínským shromážděním lidových zástupců na nejvýše dvě pětiletá funkční období. Jeho náměstky a prokurátory Nejvyšší lidové prokuratury volí stálý výbor Všečínského shromáždění lidových zástupců.
Zřízena byla roku 1949 se vznikem Čínské lidové republiky jako Nejvyšší lidová prokuratura Ústřední lidové vlády (čínsky v českém přepisu Čung-jang žen-min čeng-fu cuej-kao žen-min ťien-čcha-šu, pchin-jinem Zhōngyāng Rénmín Zhèngfǔ Zuìgāo Rénmín Jiǎncháshǔ, znaky zjednodušené 最高人民检察院) s přijetím první ústavy Čínské lidové republiky roku 1954 se její název změnil na současný.
Působnost Nejvyššího lidové prokuratury se nevztahuje na Hongkong a Macao, které mají vlastní právní systémy.

## Seznam generálních prokurátorů Nejvyšší lidové prokuratury
| Pořadí                     | Portrét | Jméno                       | Volební období VSLZ | Nástup do úřadu | Opuštění úřadu | Poznámky, další funkce (během funkčního období)                    |
| -------------------------- | ------- | --------------------------- | ------------------- | --------------- | -------------- | ------------------------------------------------------------------ |
| 1.                         |         | Luo Žung-chuan (罗荣桓)     | –                   | říjen 1949      | září 1954      | člen ÚV KS Číny, člen Lidové revoluční vojenské rady               |
| 2.                         |         | Čang Ting-čcheng (张鼎丞)   | 1.                  | září 1954       | duben 1959     | člen ÚV KS Číny                                                    |
| 2.                         | 2.      | Čang Ting-čcheng (张鼎丞)   | duben 1959          | leden 1965      |                | člen ÚV KS Číny                                                    |
| 2.                         | 3.      | Čang Ting-čcheng (张鼎丞)   | leden 1965          | leden 1975      |                | člen ÚV KS Číny                                                    |
| V letech 1975–1978 zrušeno |         |                             |                     |                 |                |                                                                    |
| 3.                         |         | Chuang Chuo-čching (黄火青) | 5.                  | březen 1978     | červen 1983    | člen ÚV KS Číny                                                    |
| 4.                         |         | Jang I-čchen (杨易辰)       | 6.                  | červen 1983     | duben 1988     | člen ÚV KS Číny                                                    |
| 5.                         |         | Liou Fu-č’ (刘复之)         | 7.                  | duben 1988      | březen 1993    | člen Ústřední poradní komise KS Číny                               |
| 6.                         |         | Čang S’-čching (张思卿)     | 8.                  | březen 1993     | březen 1998    | člen ÚV KS Číny                                                    |
| 7.                         |         | Chan Ču-pin (韩杼滨)        | 9.                  | březen 1998     | březen 2003    | zástupce tajemníka Ústřední komise pro kontrolu disciplíny KS Číny |
| 8.                         |         | Ťia Čchun-wang (贾春旺)     | 10.                 | březen 2003     | březen 2008    | člen ÚV KS Číny                                                    |
| 9.                         |         | Cchao Ťien-ming (曹建明)    | 11.                 | březen 2008     | březen 2013    | člen ÚV KS Číny                                                    |
| 9.                         | 12.     | Cchao Ťien-ming (曹建明)    | březen 2013         | březen 2018     |                | člen ÚV KS Číny                                                    |
| 10.                        |         | Čang Ťün (张军)             | 13.                 | březen 2018     | březen 2023    | člen ÚV KS Číny                                                    |
| 11.                        |         | Jing Jung (应勇)            | 14.                 | březen 2023     | v úřadě        | člen ÚV KS Číny                                                    |